# Pevný bod
Jako pevný bod (také samodružný bod) označujeme prvek, který se v daném zobrazení zobrazí sám na sebe.
Například pevnými body funkce {\displaystyle f(x)=x^{2}-4x+6} jsou čísla 2 a 3 (platí totiž, že {\displaystyle 2=2^{2}-4\cdot 2+6} a {\displaystyle 3=3^{2}-4\cdot 3+6}).

## Definice
Nechť {\displaystyle f:M\to M} je zobrazení. Prvek {\displaystyle x\in M} nazveme pevným bodem zobrazení {\displaystyle f}, pokud {\displaystyle f(x)=x}.

## Geometrická interpretace

Graf funkce se třemi pevnými body

Pro funkci {\displaystyle f:\mathbb {R} \to \mathbb {R} } je pevný bod průnikem grafu této funkce s grafem funkce {\displaystyle y=x}, tzn. osou symetrie (diagonálou) prvního resp. třetího kvadrantu.

## Teorie kategorií
V teorii kategorií je pevným bodem endofunktoru {\displaystyle F} nad {\displaystyle {\mathcal {C}}} objekt {\displaystyle A} takový, že platí {\displaystyle A\cong FA}. Podle Lambekovy věty je počáteční objekt v kategorii {\displaystyle F}-algeber pevným bodem, platí tedy {\displaystyle \mu F\cong F\mu F}. Tohoto faktu se využívá ve funkcionálním programování k definici rekurzivních datových struktur bez syntaktické podpory.